# Dinamit
1. Žaganje (ali drug vpojni material), namočen v nitroglicerin.
2. Zaščitni plašč, ki obdaja ekslozivno sredico.
3. Vžigalna kapica.
4. Električni kabel ali varovalka, povezana z vžigalno kapico.

Dinamit je prvi kemični eksploziv, močnejši od črnega smodnika, s katerim se je dalo varno upravljati. Bazira na podlagi eksplozivnega potenciala nitroglicerina, z diatomejsko zemljo (Kieselguhr) kot absorbidentom. Dinamit se šteje za visoko eksplozivni, kar pomeni, da se raje detonira (eksplodira) kot pa vžge. Iznašel ga je švedski kemik in inženir Alfred Nobel leta 1866, v Krümmel (Hamburg, Nemčija), in ga patentiral leta 1867.

## Zgodovina
Beseda dinamit izvira iz grške besede δυναμις (dunamis), ki pomeni moč, in grške pripona-ιτης (-ITES).
Nobel je patentiral svoj izum v oktobru leta 1867, pri čemer je sprva dinamit prodajal pod imenom Nobel's Blasting Powder. Z uvedbo dinamita je ta hitro pridobil na priljubljenost, kot varna alternativa smodniku in nitroglicerinu. Nobel je strogo nadzoroval svoj patent in nelicencirane razmnoževalce so hitro zaprli. Čeprav je nekaj ameriških poslovnežev obšlo patent z nekoliko drugačno formulo, je dinamit prinesel Nobelu veliko bogastvo, s katerim je Nobel ustanovil sklad za podeljevanje Nobelovih nagrad, s katerim je želel spodbujati mir in znanost v korist človeštva.
Ena od slabosti dinamita je bila, da je bil nevaren za proizvodnjo. Leta 1960 sta se zgodili dve veliki eksploziji v Nobelovi tovarni v Zahodnem Somersetu, v katerih je nekaj delavcev izgubilo življenje, kljub temu da je bila moč eventuelne eksplozije omejena z modularno zasnovo tovarne, zunanje ureditve in nasadi dreves, ter usmerjena navzgor. Po letu 1985 so pričeli proizvodnjo dinamita opuščati, v ZDA pa so dinamit izdelovali vse do leta 1990. Dinamit so nadomestili eksplozivi na bazi vodnega gela, ki so varnejši za uporabo.

## Uporaba
Dinamit se je običajno prodajal v obliki palice okoli 20 cm dolge in 2,5 cm široke, z maso približno 0,25 kg. Obstajajo pa tudi druge velikosti. TNT se uporablja za merjenje eksplozivne moči, medtem ko dinamit ima dejansko več kot 60 % večjo energetsko gostoto kot TNT.
Druga oblika dinamita je sestavljena iz nitroglicerina katerega raztopimo v nitrocelulozi in majhni količini ketonov. Ta oblika dinamita je veliko varnejša, kot pa samo mešanica nitroglicerina in diatomske zemlje. Vojaški dinamit dosega večjo stabilnost z izogibanjem nitroglicerina.
Dinamit se je pretežno uporabljal v rudarstvu, kamnolomih, industriji in gradbeništvo ima pa tudi zgodovinsko uporabo v bojnih sredstvih.